# 菊正宗酒造
菊正宗酒造株式会社（きくまさむねしゅぞう）は、兵庫県神戸市東灘区に本社を置く日本の酒造会社。

## 概要

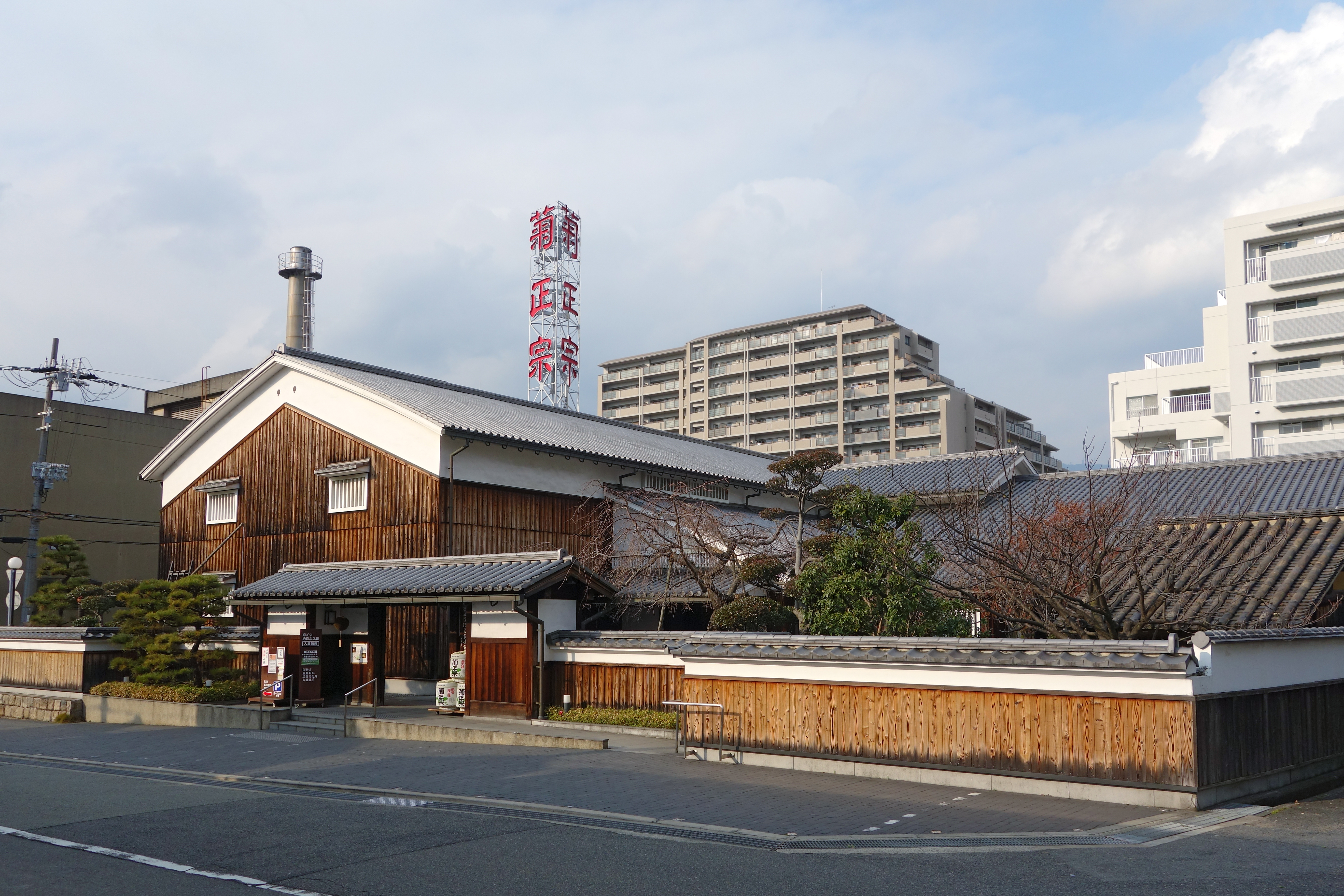
菊正宗酒造記念館

灘五郷の一つである御影郷に本拠を構える大手の一角。「キクマサ」の愛称でも知られる。
創業は万治2年（1659年）と古く、業界の大手として清酒業界をリードしてきた。2009年に創業350年を迎えた老舗メーカーの一つである。古くは後醍醐天皇に、澤乃井より汲んだ水で酒を造り献上したところ、ご嘉納になったので嘉納の姓を賜ったと伝えられている。創業御影の名門、嘉納家の本家（本嘉納家）にあたり、一門からは、同じ御影郷にある日本最大手の酒造メーカーである白鶴酒造の嘉納家（白嘉納家）や、講道館を創設し柔道を創始した嘉納治五郎の嘉納家（浜東嘉納家）、日本ボクシングの源流の一つである、神戸ジムの創始者の嘉納健治（浜嘉納家）を出した。
なお、「菊正宗」はとりわけ関東地方で根強い人気を誇り、辛口が多い。現在では手間がかかるためあまり行われていない、生酛造りにこだわっている。
また、樽酒ではトップシェアを取っており、料理と一緒に飲むお酒として人気がある。
なお「やっぱり俺は菊正宗」（作詞：永六輔・作曲：中村八大・唄：西田佐知子、正式タイトルは『初めての街で』）というCMソングでも知られる。以前はラジオCMのみであったが、特撰・上撰・佳撰のリニューアルに伴い、2008年10月から、TBSにてテレビCMを再開。2009年1月には、朝日放送とテレビ朝日の共同制作番組で提供を再開した（提供クレジットは清酒　菊正宗）。
2009年9月よりテレビCMをリニューアル。歌は同じであるが、ジェロによってカバーされた（なお、このCDは非売品である。）。
創業から360年を迎えた2019年には、神戸市に本拠地を置くJリーグのチーム・ヴィッセル神戸に所属しているアンドレス・イニエスタが『菊正宗アンバサダー』に就任。イニエスタを起用した新CMを放送。CM放映終了後もクラブの公式シルバーパートナーとして契約を継続している。なお、当CMには前述のCMソングは使用されていない。

## 沿革
（沿革節の主要な出典は公式サイト）

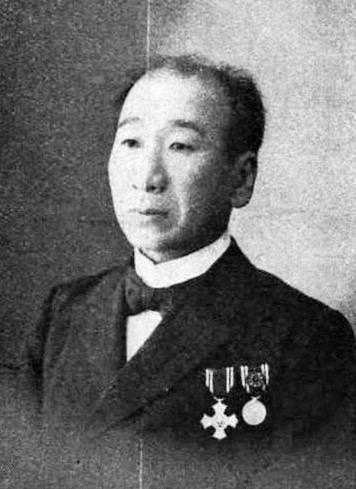
合名會社本嘉納商店　嘉納治郎右衛門 (八代目)　20世紀初頭

- 1659年 - 嘉納家が神戸の御影にて酒造を始める。
- 1814年 - 1万1000石（1980kl）の清酒を醸造。
- 1877年 - 清酒をイギリスに輸出。
- 1908年 - 合名會社本嘉納商店に組織変更（1919年に株式会社移行）[4]
- 1927年 - 灘中学校の設立に関わる（菊正宗・白鶴・櫻正宗）。
- 1947年 - 昭和天皇が本社に行幸する（昭和天皇の戦後巡幸の一環）[5]。
- 1965年 - 菊正宗酒造株式会社に社名を変更。
- 1971年 - 「灘の酒造用具」505点が国の重要有形民俗文化財に指定される。
- 1981年 - 業界に先駆け、三増酒を全廃。
- 1988年 - 主力酒を全て本醸造酒に。
- 1995年 - 阪神・淡路大震災により、酒造記念館などを破損する。
- 1999年 - 酒造記念館を復興。
- 2007年 - 特撰・上撰・佳撰のラベルを41年ぶりに一新。
- 2009年 - 350周年を記して「真・辛口宣言」を発表し、本醸造酒と純米酒を全生酛化。製品の4割が生酛造りとなる。
- 2012年 - 吟醸酒と純米吟醸酒を全生酛化。上撰以上のレギュラー酒がすべて生酛造りとなる。
- 2016年 - 新ブランド「百黙」発表。

## 商標の由来
正宗という商標は同じ灘五郷の「櫻正宗」の六代目が、仏教の経典に由来する「正宗」を見て音読み「セイシュウ」が「セイシュ」に近く縁起も良さそうだと名付けた。長い年月を経て清酒の代名詞となった「正宗」の名の元祖である。
菊正宗の正宗という銘柄が江戸で大流行したのを契機に、世に正宗と名乗る酒が蔓延したといわれる。その後差別化のためふと思いついた菊を冠し、「菊正宗」という商標が付けられることになった。

## 商品

### 日本酒

#### 吟醸酒
- 嘉宝 1.8L
- 嘉宝 720mL
- しぼりたて純米大吟醸 720mL
- しぼりたて純米大吟醸 300mL
- しぼりたて大吟醸 720mL
- しぼりたて大吟醸 300mL

#### 純米酒
- 嘉宝蔵 雅 1.8L瓶詰化粧箱入
- 嘉宝蔵 雅 720mL瓶詰化粧箱入
- 嘉宝蔵 灘の生一本 生酛純米 1.8L
- 上撰 さけパック・生酛 純米 1.8L
- 上撰 さけパック・生酛 純米 900mL
- 上撰 生酛純米酒 300mL
- しぼりたて純米酒 1.8L瓶詰
- しぼりたて純米酒 720mL瓶詰
- しぼりたて純米酒 300mL瓶詰
- しぼりたて純米キンパック 1.8Lパック詰
- しぼりたて純米キンパック 900mLパック詰
- しぼりたて純米キン ネオカップ 180mL

#### 本醸造酒
- 嘉宝蔵 極上 1.8L瓶詰化粧箱入
- 嘉宝蔵 極上 720mL瓶詰化粧箱入
- 特撰 1.8L瓶詰
- 上撰 1.8L瓶詰
- 上撰 720mL瓶詰
- 上撰さけパック・本醸造 1.8L
- スーパーカップ 180mL

#### 樽酒
- 樽酒ネオパック 1.8Lパック詰
- 樽酒ネオパック 900mLパック詰
- 樽酒 ネオカップ 180mL
- 純米樽酒 1.8L瓶詰
- 純米樽酒 720mL瓶詰
- 純米樽酒 300mL瓶詰
- 72L本荷樽
- 36L本荷樽
- 18L本荷樽

#### 普通酒
- しぼりたてギンパック 1.8Lパック詰
- しぼりたてギンパック 900mLパック詰
- しぼりたてギンパック 500mLパック詰
- しぼりたてギン ネオカップ 180mL
- 辛口パック 3.0Lパック詰
- 辛口パック 2.0Lパック詰
- キクマサピン 3.0Lパック詰
- キクマサピン 2.0Lパック詰
- キクマサピン 900mLパック詰
- キクマサピン 720mLパック詰
- キクマサピン 500mLパック詰
- キクマサピン 180mLパック詰
- 生貯蔵酒 300mL
- 佳撰 1.8L

### 焼酎・リキュール・スピリッツ
- 糖質ゼロ 1.8Lパック詰
- 糖質ゼロ 900mLパック詰
- セセシオンスパークリング 250mL瓶詰
- すだち冷酒 1.8Lパック詰
- すだち冷酒 900mLパック詰
- れもん冷酒 1.8Lパック詰
- れもん冷酒 900mLパック詰
- れもん冷酒 ネオカップ 180mL
- れもん冷酒 スパークリング 250mL
- 古城梅酒・原酒 720mL瓶詰
- 古城梅酒・原酒 300mL瓶詰
- 七年貯蔵 35度 500mL
- 神戸焼酎らんぷ 25度 720mL

### 化粧品
- 菊正宗 日本酒のメイク落とし 200g
- 菊正宗 日本酒の洗顔料 200g
- 菊正宗 日本酒の化粧水 透明保湿 500mL
- 菊正宗 日本酒の化粧水 高保湿 500mL
- 菊正宗 日本酒の化粧水ハリつや保湿 500mL
- 菊正宗 日本酒の乳液 380mL
- 菊正宗 日本酒のクリーム 150g
- 菊正宗 日本酒の美容液NA5 150mL
- RiceMade+（ライスメイドプラス）マイルドクレンジングオイル
- RiceMade+（ライスメイドプラス）クレンジングローション
- 米と発酵 クレンジングバーム 93g
- 米と発酵 オールインワンジェル 150g
- 正宗印 導入美容液
- 正宗印 ハンドクリームセラム
- 正宗印 美容液シャンプー
- 正宗印 美容液トリートメント
- 菊正宗 日本酒保湿洗顔料 男性用 150g
- 菊正宗 日本酒保湿化粧水 さっぱり 男性用 150mL
- 菊正宗 日本酒保湿化粧水 しっとり 男性用 150mL
- 美人酒風呂 酒蔵風呂 優しく包みこむ日本酒の香り
- 美人酒風呂 にごり酒風呂 爽やかな風とみずみずしい竹の香り
- 美人酒風呂 熱燗風呂 暖かな陽射しと甘い果実の香り
- 美人酒風呂 梅酒風呂 甘酸っぱく芳醇な梅酒の香り

### 食品・その他
- 酒蔵ノ御守リ発泡粒 効く正宗 15日分 30粒
- 酒蔵ノ御守リ発泡粒 効く正宗 1回分 2粒
- あま酒 500mL PET
- 酒蔵の酒カレー
- 酒蔵のかす汁
- 吟練り酒うどん
- 酒蔵の乳酸菌 米のしずく
- 酒蔵の乳酸菌 米のしずく タブレット

## 過去の商品

### 日本酒
- 特醸雅
- 極上
- 男の辛口 2.0L詰
- 特撰 生もとづくり・純米酒 1.8L詰
- 正宗印生もと純米酒 720ml
- 上撰さけパック・男の辛口 2.0L詰
- 樽酒カップ180ml
- おいしい日本酒
- 本嘉納正宗 720ml
- 純米吟醸 1.8L
- 純米吟醸 720ml
- キクマサピン 淡麗仕立
- 特撰 生もとづくり・純米酒 500ml詰
- 特撰 生もとづくり・樽酒 500ml詰
- 生もとづくり・本醸造酒 500ml詰
- ほろよいパック 1.8L
- ほろよいパック 900ml
- ほろよいパック 300ml
- ほろよいネオカップ 180ml
- ロックで日本酒 900ml
- ワイングラスで日本酒 900ml
- 純米樽酒カップ 135ml
- 吟醸 300ml
- 吟醸 180ml
- 上撰 300ml
- 本醸造ミニボトル 225ml
- 本醸造 ハイグラス 180ml
- 慶祝 1.8L
- 純米酒・香醸 180mlカップ詰
- 純米酒・香醸 300ml瓶詰
- 純米酒・香醸 720ml瓶詰
- 純米酒・香醸 1.8L瓶詰
- 純米大吟醸 1.8L
- 純米大吟醸 720ml瓶詰
- 嘉宝蔵 生酛純米吟醸 1.8L
- 嘉宝蔵 生酛純米吟醸 720ml
- 嘉宝蔵 生酛吟醸 300ml
- 超特撰 生酛純米大吟醸 720ml瓶詰
- 生酛大吟醸 720ml
- 生酛大吟醸 300ml瓶詰
- 嘉宝蔵 雅 1.8L
- 嘉宝蔵 雅 720ml
- 嘉宝蔵 灘の生一本 生酛純米 720ml瓶詰
- さけパック・生酛純米 180mlパック詰
- 純米糖質ゼロパック 1.8Lパック詰
- 純米糖質ゼロパック 900mlパック詰
- 純米樽酒カップ 135mlカップ詰
- 特撰 生酛 本醸造 720ml瓶詰
- 特撰 生酛 本醸造 225ml瓶詰
- 本醸造パック 1.8L
- 本醸造パック 900ml
- 本醸造パック 720ml
- 生酛 超辛口 徳利ボトル 720ml

### 焼酎・リキュール
- 梅酒 720ml
- 熟成梅酒原酒 720ml
- 乳酸菌のお酒 あまシュワにごりん 250ml
- しょうが燗酒 900ml
- すだち冷酒ネオカップ 180ml
- すだち冷酒 500ml

### 食品
- 酒蔵のかす汁 みそ仕立て
- 酒粕豆乳 鍋つゆ
- 酒粕の寄せ鍋つゆ 白だし仕立て
- 酒粕しょうが鍋つゆ
- 酒粕コチュジャン 鍋つゆ
- 酒蔵の酒カレー ごろっとチキン
- 塩糀

### 化粧品
- 酒滴女子 ダブルウォッシュリキッド 120ml
- 酒滴女子 モイストエッセンスシャワー 50ml
- 酒滴女子 ナチュラルクリアジェル 200ml
- 酒滴女子 アクアモイスチャージェル 100g
- 酒滴女子 ボディクリーム 200g
- 酒滴女子 ハンド&ネイルジェルクリーム 60g
- 酒滴女子 バスエッセンス グレープフルーツの香り 100ml
- 菊正宗 米と発酵のモイスチャージェル 150g
- 菊正宗 日本酒のフェイスマスク 32枚入
- 菊正宗 日本酒のフェイスマスク 高保湿 32枚入
- 菊正宗 日本酒のフェイスマスク 7枚
- 菊正宗 日本酒のフェイスマスク 高保湿 7枚

## 受賞歴
全国新酒鑑評会
平成14酒造年 - 29酒造年
- 「菊正宗」金賞受賞 - 平成29年受賞

## 企業博物館
- 菊正宗酒造記念館

## 鉄塔看板
東灘区の生産工場内には1953年（昭和28年）12月に三角柱で赤い文字で「菊正宗」と掲げた高さ約50メートルの鉄塔看板が完成した。もとは字体部分をネオン灯で赤く点灯していたが、2011年（平成23年）にネオン灯は撤去した。
その後、安全性などを考慮して2024年（令和6年）12月20日頃までに撤去されることとなった。

## スポンサー番組

### 現在
- 菊正宗 ほろよいイブニングトーク[注 4]→KIKUMASAMUNE SAKENOVA[8]（ニッポン放送）
- CBCドラゴンズナイター（CBCラジオ）
- 吉田類の酒場放浪記（BS-TBS、日本盛の後を継いだ月桂冠に代わって提供開始）

#### PT・カウキャッチャー
- おはようパーソナリティ道上洋三です（朝日放送ラジオ）

### 過去
テレビ
- 水曜スペシャル（テレビ朝日）
- 必殺シリーズ→朝日放送制作金曜10時枠の連続ドラマ（朝日放送）
- テレビ朝日水曜21時枠刑事ドラマ（テレビ朝日）
- 水戸黄門（TBS）
- 円広志のグルメデート（毎日放送）
- 真相報道 バンキシャ!（日本テレビ）
- 土曜ワイド劇場（テレビ朝日）
- 8時だョ!全員集合スペシャル（TBS）
- よしもと新喜劇50周年記念スペシャル（毎日放送）
- 金9ドラマ（朝日放送とテレビ朝日の共同制作・2009年1月から3月、提供クレジットは清酒 菊正宗）

ラジオ
- 菊正宗辛口名人会→キクマサ辛口名人会（文化放送、1970年代〜1994年4月3日）

#### PT・カウキャッチャー
テレビ 
- パナソニック ドラマシアター（TBS、後にチョーヤ梅酒に交代）

など

## 関連書籍
- キクマサ読本―やっぱり俺は、菊正宗（2009年9月出版）